# Gouvernement Castillo III
Pour les articles homonymes, voir Gouvernement Castillo.
Castillo II Castillo IV
Le troisième gouvernement Castillo est le gouvernement de la République du Pérou entre le 1er février et le 5 février 2022, dont le président est Pedro Castillo.
Le 1er février 2022, Héctor Valer est nommé pour succéder à Mirtha Vásquez, ayant démissionné en dénonçant la corruption et le manque du consensus au sein de son gouvernement et avec Pedro Castillo. Controversé dès sa nomination, il est mis en difficulté dans ses fonctions à la suite d'une plainte par sa femme et sa fille en 2016 pour violences. Il se défend et nie les faits. 
Néanmoins, l'ensemble des groupes parlementaires refusent d'accorder un vote de confiance, la coalition gouvernementale également et deux ministres s'opposent à sa nomination. Pedro Castillo est contraint de réagir et annonce un remaniement.
Le 5 février, Héctor Valer démissionne, c'est le gouvernement le plus éphémère depuis 1980 (du 1er au 5 février), mais malgré tout, il poursuit une fonction d'intérim et le gouvernement reste en fonction en attendant la nomination de son successeur.

## Contexte
La formation du troisième gouvernement intervient à la suite de la démission de Mirtha Vásquez survenue la veille, le 31 janvier. Celle-ci survient le lendemain de la démission du ministre de l'Intérieur. Elle choisit la démission à la suite d'une crise quant au choix du successeur, et en évoquant un « problème structurel de corruption » et l'impossibilité de créer du consensus.
Cette décision provoque une crise politique, avec le Parti violet exigeant un gouvernement compétent, sinon le président devrait démissionner. Le parti, classé au centre, est l'un des soutiens des deux gouvernements successifs, en accordant le vote de confiance,.
La 3e vice-présidente du Congrès Patricia Chirinos (AvP) annonce le dépôt d'une motion de défiance envers le président, évoquant la « corruption évidente de son gouvernement ».

## Historique

### Nomination
Le 1er février 2022, la présentation officielle du nouveau président du Conseil est fixée à 15 h 30. Finalement, celle-ci n'a pas lieu à l'heure annoncée, et entre-temps, le ministre de l'Économie Pedro Francke annonce sa démission sur son compte Twitter,. La présidence reporte l'annonce à 17h et ajoute la nomination de l'ensemble du nouveau gouvernement à l'annonce, avant de repousser une dernière fois celle-ci à 17h30,.
Héctor Valer est nommé président du Conseil puis prête serment. Le député, élu avec Rénovation populaire, fonde le groupe parlementaire « Pérou démocratique » en janvier 2022, afin de soutenir l'action du gouvernement et en faveur d'une Assemblée constituante. Il est rejoint par plusieurs députés, notamment la ministre du Travail Betssy Chávez.

### Réactions et crise politique
Néanmoins, la nomination d'Héctor Valer amplifie la crise politique. Deux jours plus tard, le 3 février, une affaire est dévoilée, dans laquelle il fait l'objet de deux plaintes pour violences par sa femme et sa fille en 2016, et dont le tribunal avait accordé une protection en 2017. Il réagit en conférence de presse et dans une interview et nie les faits, évoquant une absence de preuves, de condamnations et se défend en disant avoir « réprimander » sans violence sa fille.
En réaction à cette affaire, le soir même, l'intégralité des groupes parlementaires (c'est-à-dire FP, AP, AvP, RP et PP, sauf SP dont le groupe est partagé entre soutien et défiance) condamnent les actes commis et annoncent ne pas accorder le vote de confiance au président du Conseil,. Le lendemain, le 4 février, le parti et groupe parlementaire de Pérou libre, parti au pouvoir et soutenant Pedro Castillo, décide à l'issue de la réunion du comité du parti de ne pas accorder le vote de confiance à Héctor Valer. Quelques heures plus tard, les quatre membres du groupe d'Ensemble pour le Pérou, à l'exception du ministre et député Roberto Sánchez, décident également de ne pas accorder le vote de confiance. Néanmoins, quelques heures plus tard, il exige à son tour la démission dans un communiqué rédigé sur Twitter.
Au même moment, la presse dévoile les raisons de la rupture de Pedro Castillo et Nouveau Pérou, mouvement auparavant membre de la coalition. Puisque la ministre de la Femme et des Populations vulnérables Anahí Durand et membre du mouvement, n'a pas été reconduite dans ses fonctions. La dirigeante du mouvement Verónika Mendoza évoque un désaccord avec le nouveau gouvernement, ne pouvant pas cautionner « la droite et l'opportunisme » et un tournant idéologique qui ne correspond pas aux promesses et à l'accord de campagne du second tour,.
Malgré l'ampleur de la crise politique, les nombreux appels à la démission ou le refus d'accorder la confiance au gouvernement, le 4 février, le président du Conseil Héctor Valer à 11 h annonce avoir choisi de se rendre au Congrès le 5 février, le lendemain, pour demander un vote de confiance. En réaction, la présidente du Congrès Maricarmen Alva refuse la décision d'un vote de confiance dès le lendemain, ne respectant pas les traditionnels réunions entre les différents groupes parlementaires et le gouvernement, et la réunion de la présidence du Congrès pour s'accorder sur une date.

### Discours de Pedro Castillo
Face à la crise politique, au refus des groupes parlementaires d'accorder la confiance, et les désaccords de la coalition gouvernementale, jusqu'aux ministres Roberto Sánchez et Hernando Cevallos sur la nomination d'Héctor Valer, Pedro Castillo prononce un discours à 18 h le 4 février.
Dans celui-ci, il annonce un remaniement et une recomposition du gouvernement, sans préciser s'il souhaite remplacer le président du Conseil. Il évoque également une prochaine ouverture du gouvernement aux « forces politiques ». Au moment du discours, une manifestation a lieu devant le Palais du gouvernement exigeant la démission d'Héctor Valer et opposé à la nomination de la ministre de la Femme Katy Ugarte, qui s'était prononcée contre l'éducation à l'histoire du genre et des LGBT en avril 2021.

### Démission
Après l'annonce d'un remaniement du gouvernement par Pedro Castillo, Héctor Valer, le 5 février, présente sa démission lors d'une conférence de presse devant le bâtiment du ministère, et affirmant qu'il retournera à ses fonctions parlementaires. C'est le gouvernement le plus court qui ait existé depuis 1980.
Finalement, après trois jours de suspens et différentes consultations, Pedro Castillo annonce son gouvernement le 7 février au soir. À 19h, soit une heure avant la cérémonie, la presse évoque une rumeur de la prochaine nomination d'Aníbal Torres.

## Composition
Par rapport au gouvernement Castillo II, les nouveaux ministres sont indiqués en gras et ceux ayant changé d'attribution en italique.
| Image                 | Fonction                                                        | Nom | Nom                       | Parti  |
| --------------------- | --------------------------------------------------------------- | --- | ------------------------- | ------ |
|                       | Président de la République                                      |     | Pedro Castillo            | Indép. |
| Conseil des ministres |                                                                 |     |                           |        |
|                       | Président du Conseil des ministres                              |     | Héctor Valer              | PD     |
|                       | Ministre des Affaires étrangères                                |     | César Landa               | Indép. |
|                       | Ministre de la Défense                                          |     | José Luis Gavidia         | Indép. |
|                       | Ministre de l'Économie et des Finances                          |     | Óscar Graham              | Indép. |
|                       | Ministre de l’Intérieur                                         |     | Alfonso Chávarry          | Indép. |
|                       | Ministre de la Justice et des Droits de l'homme                 |     | Aníbal Torres             | Indép. |
|                       | Ministre de l’Éducation                                         |     | Rosendo Serna             | DVG    |
|                       | Ministre de la Santé                                            |     | Hernando Cevallos         | PL     |
|                       | Ministre du Développement agraire et de l'Irrigation            |     | Alberto Ramos             | Indép. |
|                       | Ministre du Travail et de la Promotion de l'emploi              |     | Betssy Chávez             | PD     |
|                       | Ministre de la Production                                       |     | Jorge Luis Prado Palomino | Indép. |
|                       | Ministre du Commerce extérieur et du Tourisme                   |     | Roberto Sánchez           | JP     |
|                       | Ministre de l'Énergie et des Mines                              |     | Alessandra Herrera        | Indép. |
|                       | Ministre des Transports et des Communications                   |     | Juan Francisco Silva      | PL     |
|                       | Ministre du Logement, de la Construction et de l'Assainissement |     | Geiner Alvarado           | Indép. |
|                       | Ministre de la Femme et des Populations vulnérables             |     | Katy Ugarte               | PL     |
|                       | Ministre de l'Environnement                                     |     | Wilber Supo               | PL     |
|                       | Ministre de la Culture                                          |     | Alejandro Salas           | Indép. |
|                       | Ministre du Développement et de l'Inclusion sociale             |     | Dina Boluarte             | Indép. |